# Caicedo (kommun)
Caicedo är en kommun i Colombia.   Den ligger i departementet Antioquía, i den nordvästra delen av landet, 290 km nordväst om huvudstaden Bogotá. Antalet invånare är 7 686. Arean är 221 kvadratkilometer.
Terrängen i Caicedo är bergig åt nordost, men åt sydväst är den kuperad.